# Schroederichthys saurisqualus
Schroederichthys saurisqualus är en hajart som beskrevs av Soto 200. Schroederichthys saurisqualus ingår i släktet Schroederichthys och familjen rödhajar. IUCN kategoriserar arten globalt som sårbar. Inga underarter finns listade i Catalogue of Life.